# أدريانا ميلو
أدريانا ميلو (بالبرتغالية: Adriana Melo‏) هي رسامة برازيلية، ولدت في 19 يونيو 1976 في ساو باولو في البرازيل.

## وصلات خارجية
- الموقع الرسمي